# Mereruka

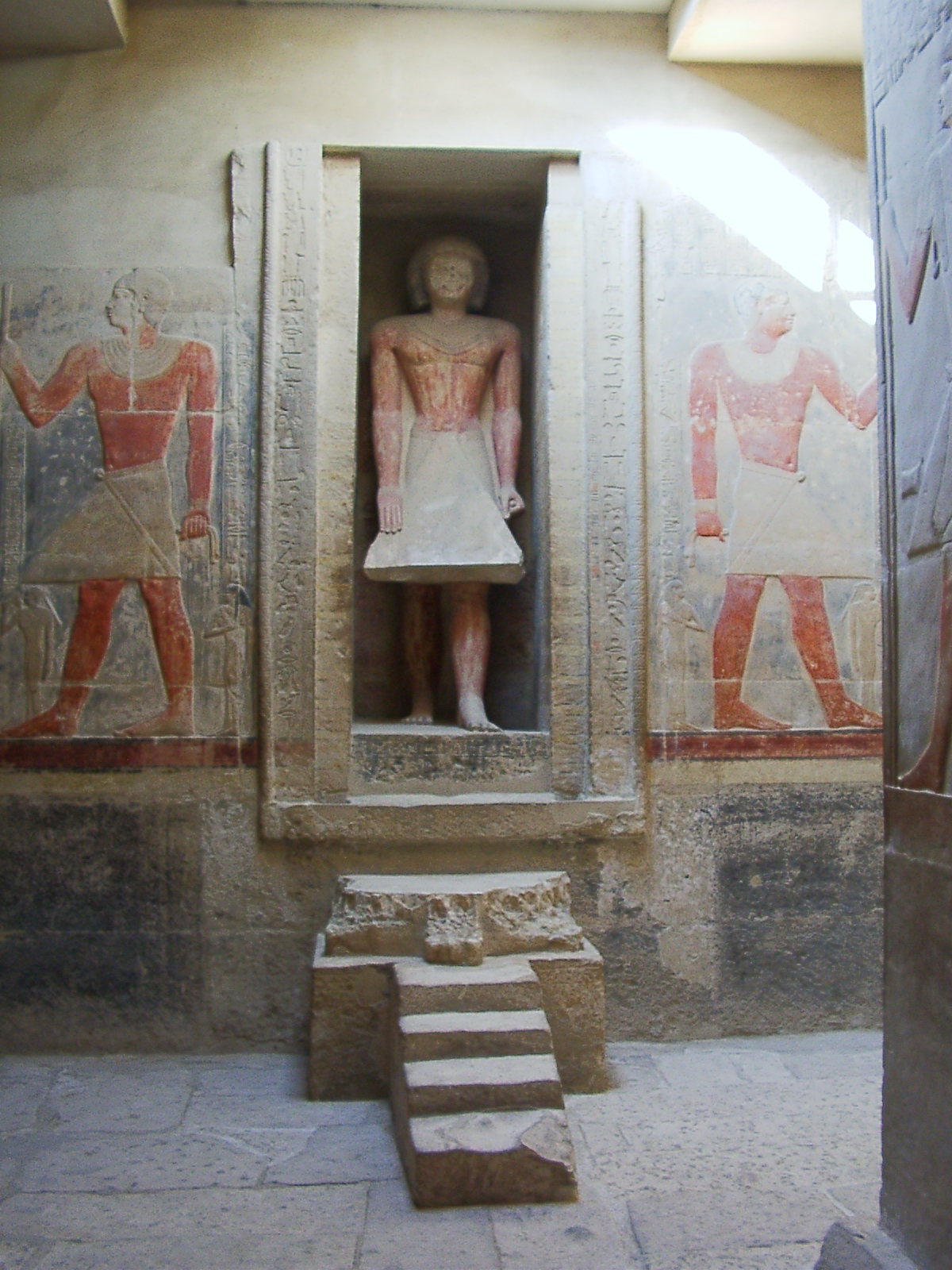
Statue des Mereruka in seiner Mastaba

Mereruka (Mereru-ka, auch kurz nur Meri) war ein altägyptischer Wesir unter Pharao Teti (6. Dynastie), der heute vor allem wegen seiner monumentalen Mastaba in Sakkara bekannt ist. Er amtierte wahrscheinlich gegen Ende von Tetis Regierungszeit.

## Familie
Es ist nur wenig zu seiner Person überliefert. Seine Gemahlin war eine gewisse Seschseschet Watetchethor, bei der es sich um eine Tochter des Teti handelte. Die Mutter des Mereruka hieß Nedjetempet. Mehrere Kinder sind bekannt, darunter Meriteti, der ebenfalls das Amt des Wesirs erlangte.

## Titel
Mereruka trug zahlreiche wichtige Titel, darunter Schatzhausvorsteher, Vorsteher der sechs großen Verwaltungsgebäude oder Vorsteher aller Arbeiten des Königs. Der letztere Titel mag andeuten, dass er ein Architekt beim Bau der Königspyramide war. Daneben trug er auch den Titel imy-r gswy-dpt zwnw pr-'3 – Vorsteher des Schutzes der Ärzte des Palastes. Dieser Titel und dessen richtige Übersetzung hat einige Diskussion innerhalb der Ägyptologie verursacht, da er anzudeuten scheint, dass dieser höchste Beamte auch als Arzt tätig war.

## Grab
Mereruka ist vor allem durch seine gewaltige Mastaba bekannt, die sich neben der Pyramide des Teti befindet. Hier sind auch seine Gemahlin Watetchethor und sein Sohn Meriteti bestattet worden, die jeweils eigene Kulträume innerhalb der Mastaba hatten. Der etwa 23 × 41 m große Steinbau besteht aus 32 Räumen und ist damit die gemäß der Anzahl der Räume aufwändigste bekannte Mastaba in Ägypten. Ein Großteil der Kammern sind mit Reliefs ausgeschmückt, die zwar als künstlerisch nicht ganz so wertvoll wie die Darstellungen in den nahe gelegenen Mastabas des Ti und des Ptahhotep gelten, dafür aber eine besonders große Vielfalt der dargestellten Szenen zeigen. Das Bauwerk ist gut erhalten und eine der wichtigsten Touristenattraktionen in Sakkara.

Der Grundriss der Mastaba zeigt die Komplexität des Bauwerks
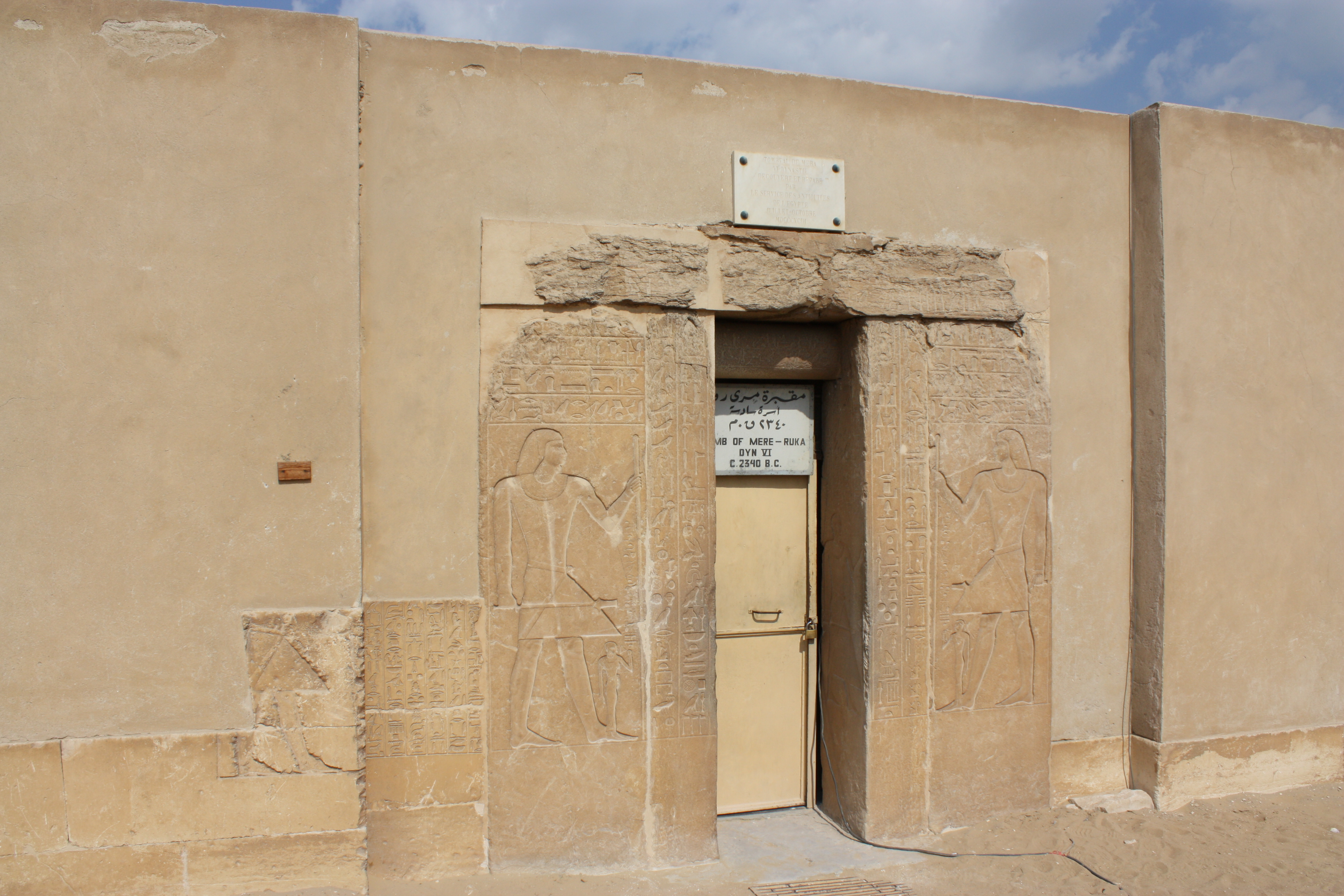
Eingang der Mastaba (heutiger Zustand)
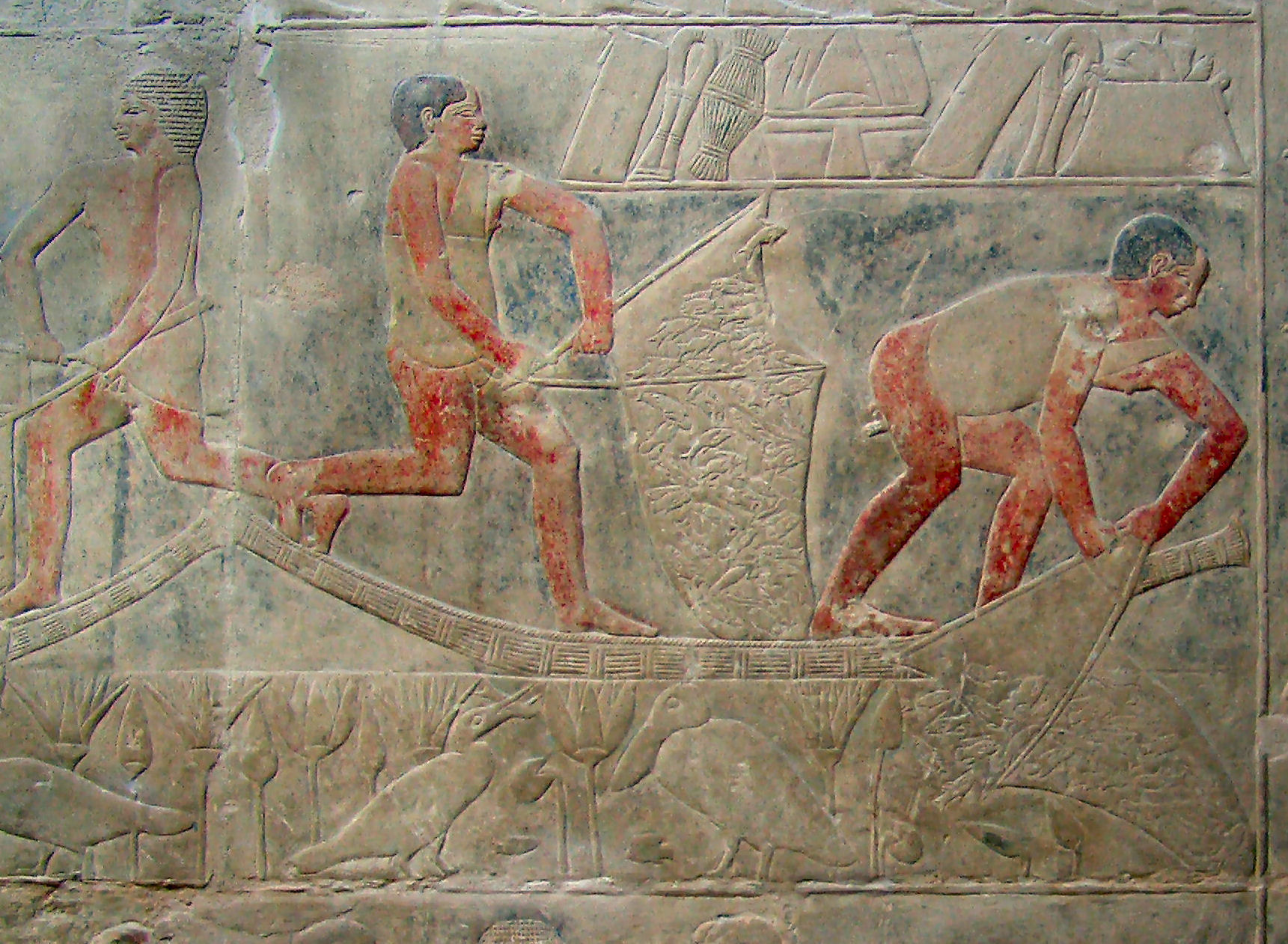
Relief: Fischer beim Einholen ihres Fangs
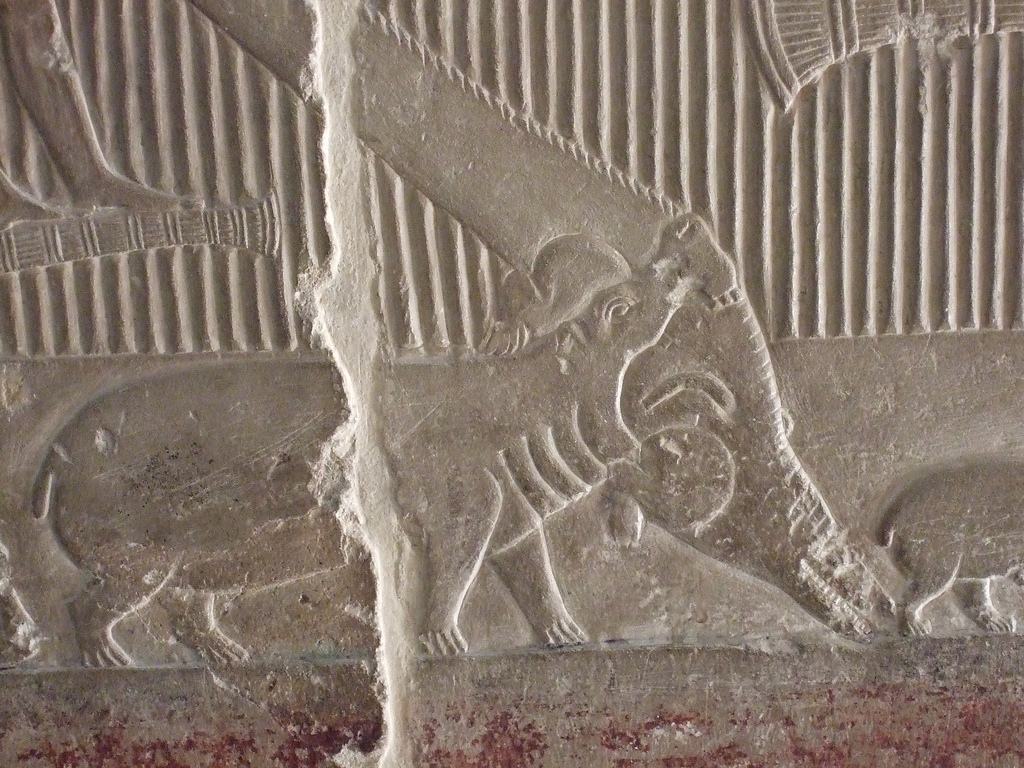
Relief: ein Flusspferd greift ein Nilkrokodil an
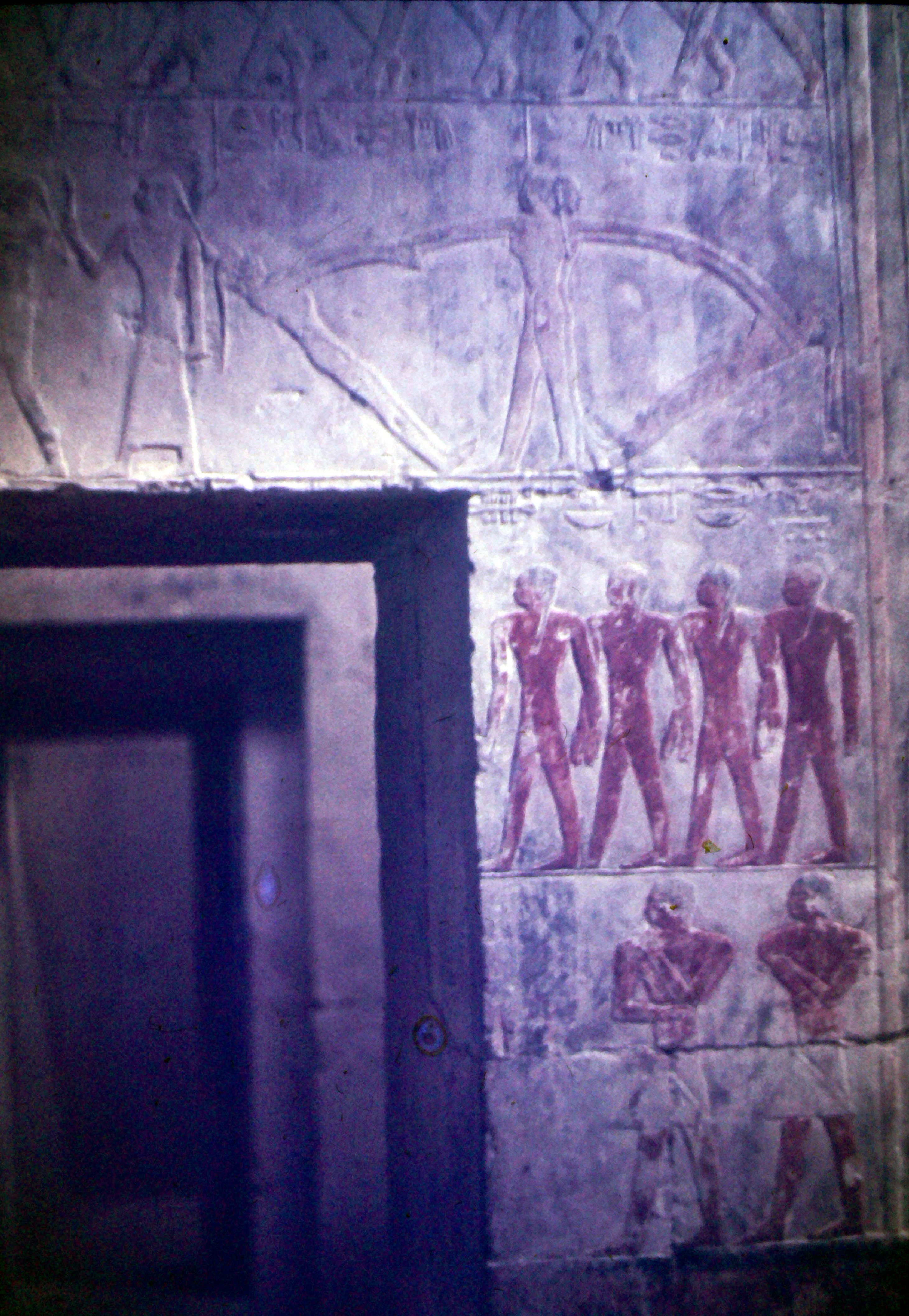
Im Innenraum der Mastaba
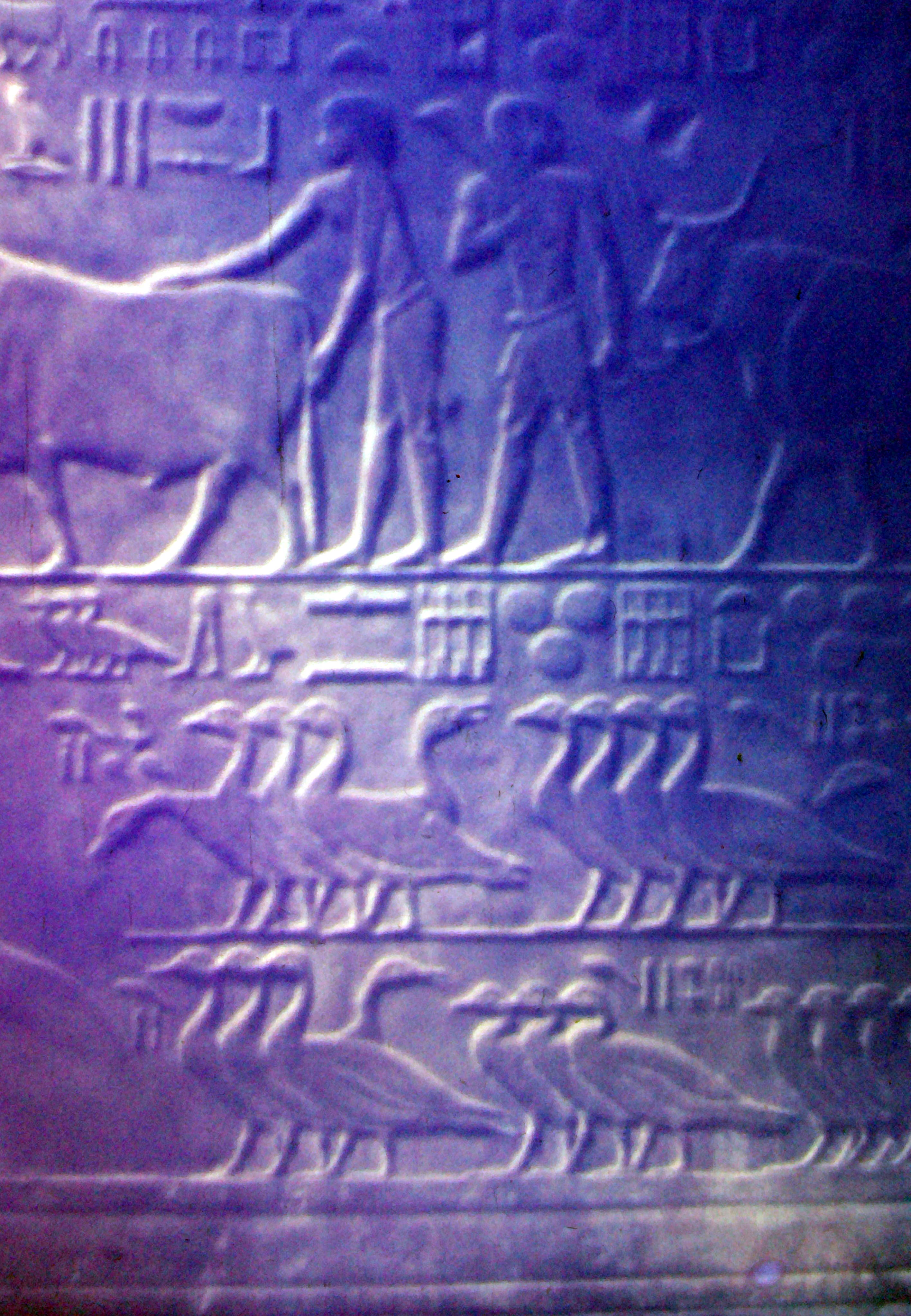
Relief mit Vögeln